# Ixora gamblei
Ixora gamblei là một loài thực vật có hoa trong họ Thiến thảo. Loài này được V.S.Ramach. & V.J.Nair mô tả khoa học đầu tiên năm 1988.